# Vrasene

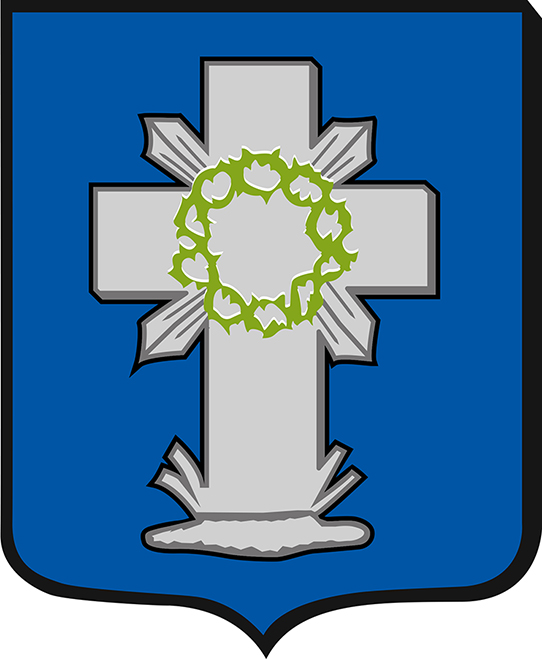
Opgekuist wapenschild Vrasense Wielervrienden

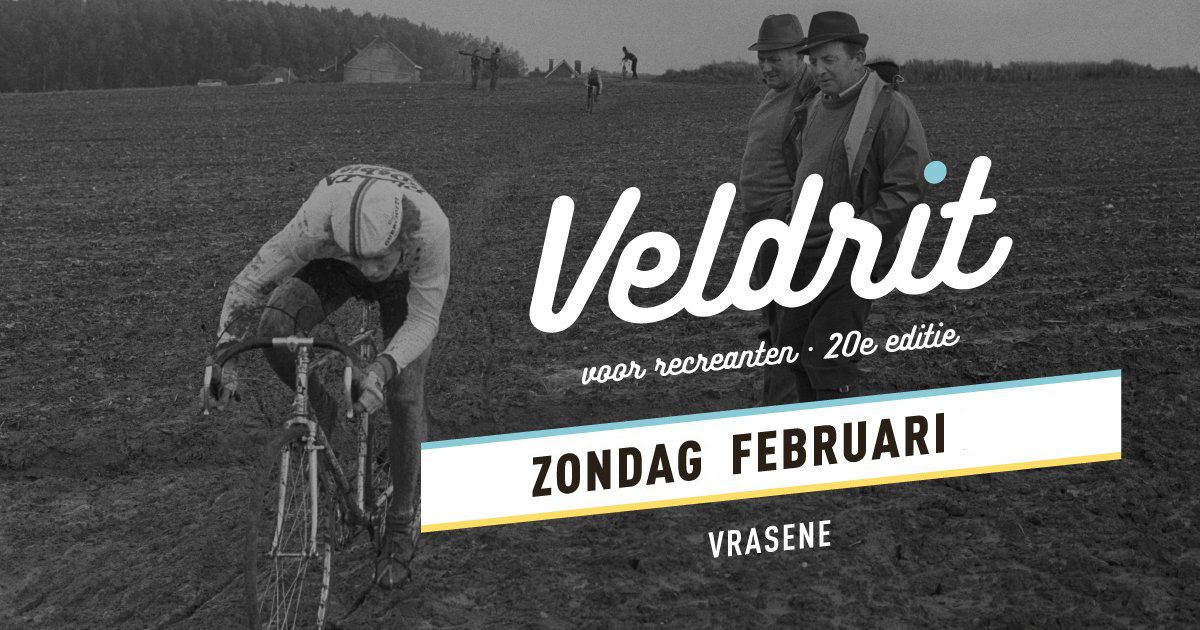
KLJ en Rastig man

Vrasene is een dorp in de Belgische provincie Oost-Vlaanderen en een deelgemeente van Beveren-Kruibeke-Zwijndrecht, het was een zelfstandige gemeente tot aan de gemeentelijke herindeling van 1977. Het dorp ligt een paar kilometer ten westen van het centrum van Beveren.

## Geschiedenis
De oudste vondsten in Vrasene blijken uit de laatste ijstijd te komen zo'n 70.000 tot 35.000 jaar geleden, deze streek werd bewoond door de Neanderthalers. Er zijn ook sporen van uit de ijzertijd en een middeleeuws erf. Op sommige plekken zijn ook sporen van Romeinse bewoning gevonden.
In 1183 werd voor het eerst schriftelijk melding gemaakt van een kerk in deze plaats. In 1136 werd hier het klooster van Salegem gesticht dat in 1138 verplaatst werd naar Drongen. Deze Norbertijnenabdij heeft veel gedaan aan ontginningen in deze streek. Tijdens de godsdiensttwisten werden de monniken verjaagd en in 1624 werden de overgebleven gebouwen gesloopt.
Joseph Abbeel was karabinier in het leger van Napoleon in Rusland en schreef na zijn terugkeer in 1815 zijn memoires.
Vrasene was een zelfstandige gemeente. In 1845 scheidde Meerdonk zich hiervan af en bij de fusies van 1977, werd het een deelgemeente van Beveren. Paul Goossens (CVP) werd in 1958 burgemeester van Vrasene, toen als 25-jarige de jongste burgemeester in België, en bleef dit tot aan de gemeentefusie, waarna hij schepen in Beveren werd.

## Demografische ontwikkeling

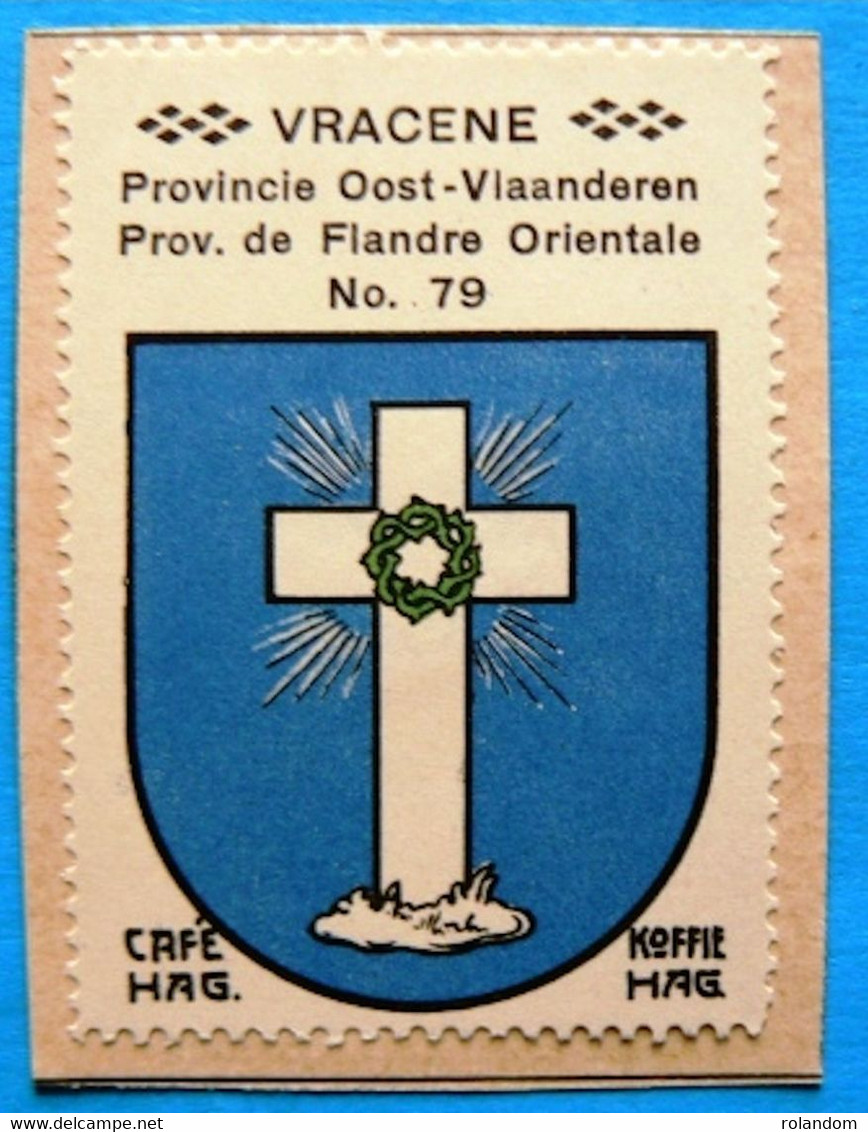
Oud wapenschild Vrasene

- Bronnen:NIS, Opm:1831 tot en met 1970=volkstellingen; 1976 = inwoneraantal op 31 december
- 1846*: afsplitsing van Meerdonk in 1845

## Bezienswaardigheden

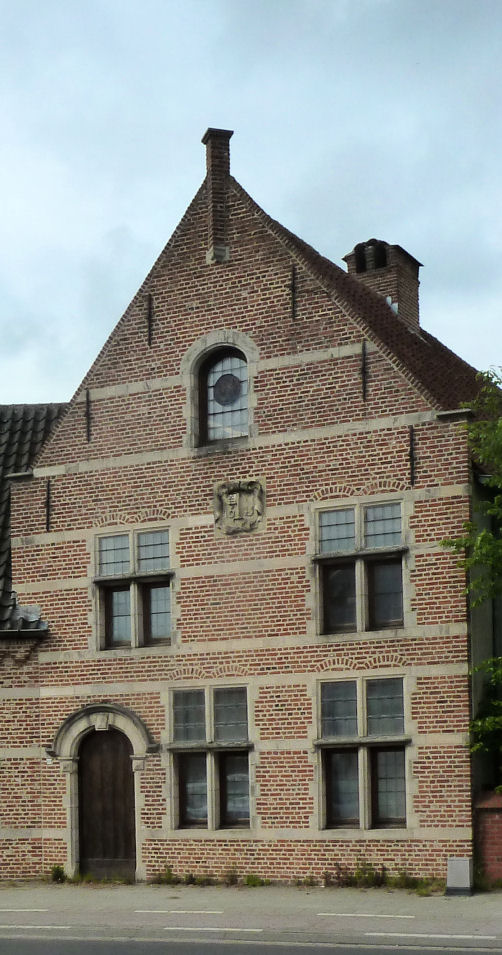
Feodaal Sleutelhof

- Feodaal Hof, Heerlijkheid van de Sleutel
- De Heilig Kruiskerk is een gotische kruiskerk. Reeds in de 12de eeuw stond er een romaanse kerk. Deze werd door de eeuwen heen uitgebreid en verbouwd. Sinds 1942 is de kerk als monument beschermd.

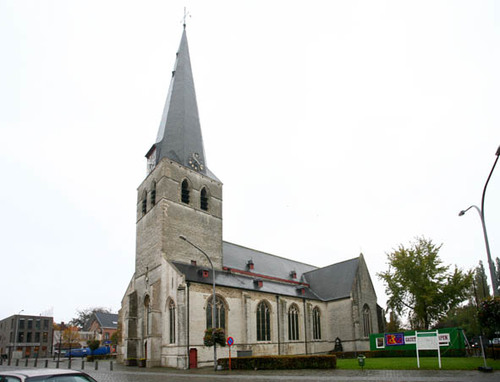
Gotische kruiskerk, omringd door het gedesaffecteerde kerkhof met gedeeltelijk bewaarde muur en hekstijlen van arduin, uit het derde kwart van de 18de eeuw. In het plantsoen: oorlogsgedenkteken en vroegere schandpaal.

- Gotische kruiskerk, omringd door het gedesaffecteerde kerkhof met gedeeltelijk bewaarde muur en hekstijlen van arduin, uit het derde kwart van de 18de eeuw. In het plantsoen: oorlogsgedenkteken en vroegere schandpaal.De bunkerlinie, oorspronkelijk aangelegd door het Belgische leger als onderdeel van Vesting Antwerpen, werd in 1914 door de Duitse bezetter verder uitgebouwd als Festung Antwerpen met hier de Westabschnitt, in het noorden aansluitend op de Hollandstelling. De linie bestond hier meestal uit twee verdedigingslijnen, met enkele concentraties rond vermoedelijke steunpunten. Bij de aanleg van de bunkerlinies werd gewerkt met gestandaardiseerde ontwerpen, die uitgevoerd werden in gewapend beton. Deze bunkers moesten hierbij bestand zijn tegen een beschieting met veldartillerie en 15cm-granaten. Kenmerkend zijn de één meter dikke wanden aan vijandszijde, de andere wanden meten 0,5 meter. De dakbedekking varieert tussen 0,6 en 0,8 meter, de fundamentsplaat is ongeveer 0,5 meter dik.

## Natuur en landschap
Vrasene ligt in Zandig Vlaanderen en het Waasland. Een keten van voormalige duinen in het noorden vormt de grens tussen dit "hoge" land en de Wase Scheldepolders. De Watergang van de Hoge Landen vormt ongeveer de grens tussen beide gebieden.

## Economie
Vanaf 1760 werden de eerste klompenmakerijen opgericht. Deze waren vooral in de 19e eeuw van groot belang. Door mechanisatie evolueerde dit ambacht vanaf omstreeks 1920 naar klompenindustrie. Het belang van deze industrie verdween door de beschikbaarheid van lederen schoeisel.

## Politiek
Vrasene had een eigen gemeentebestuur en burgemeester tot de gemeentelijke fusie van 1977. Burgemeesters waren:
- 1827-1860 : Pieter Braem
- 1861-1869 : Joseph Vital Verstockt
- 1870-... : Pieter Michelet
- 1958-1976 : Paul Goossens (CVP)

## Evenementen
- Eerste zondag na 2 februari: Blasiuskermis.

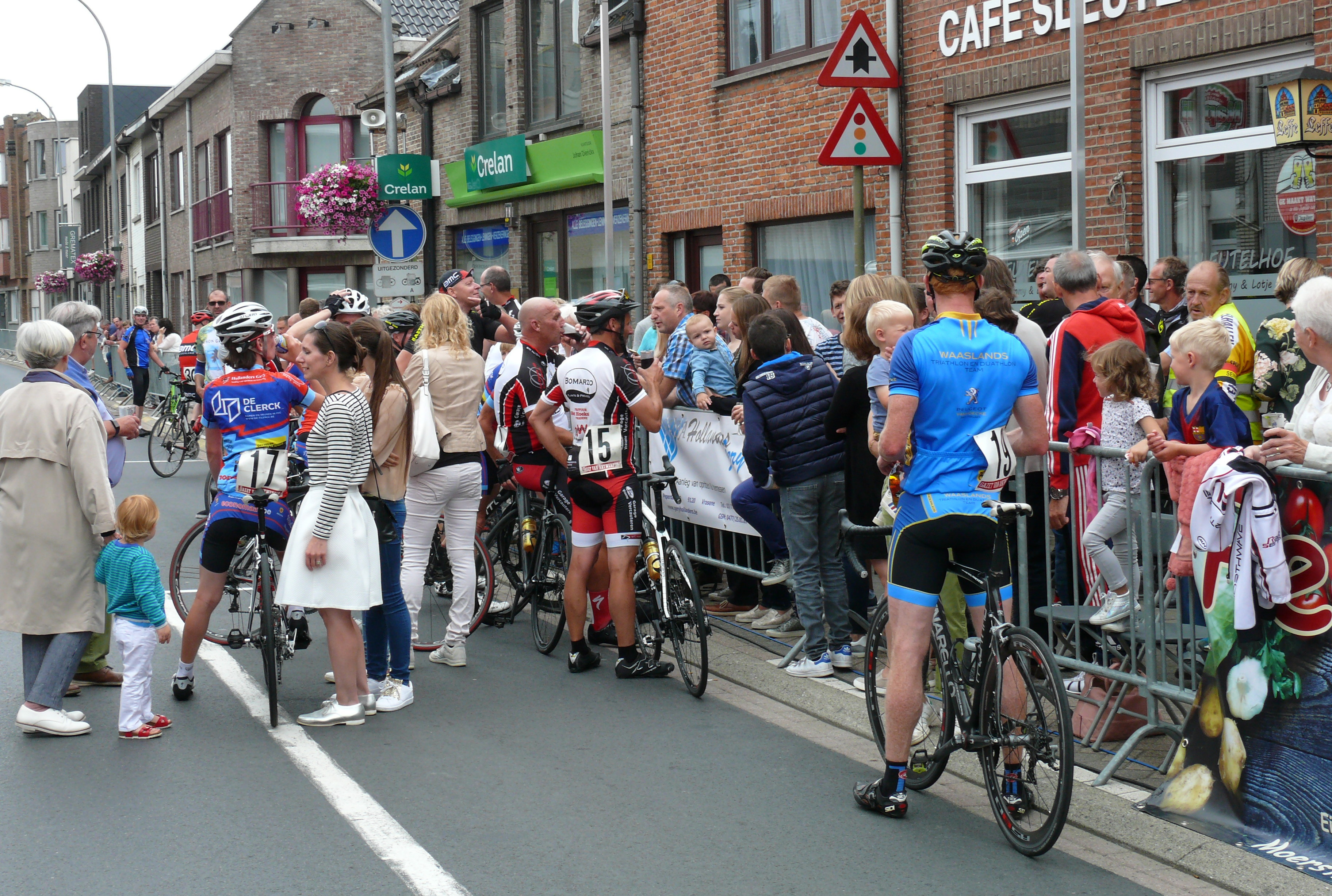

- Laatste zondag van februari: Veldrit (ingericht door OUD KLJ-Vrasene).
- Tweede zondag van juli: Grote Kermis, met een wielerweek (ingericht door de Vrasense wielervrienden).
- Derde zondag van Juli: Sluiting van kermis met aansluitend wielerwedstrijden Vrasenaars en Groot-Beveren
- Woensdag na de tweede zondag van juli: Jaarmarkt.
- Tweede weekend van september: Mosselfeest.
- Tweede weekend van oktober: Ribbekesfestijn.
- 2024 Gans het jaar:  888 jaar Vrasene

## Sport

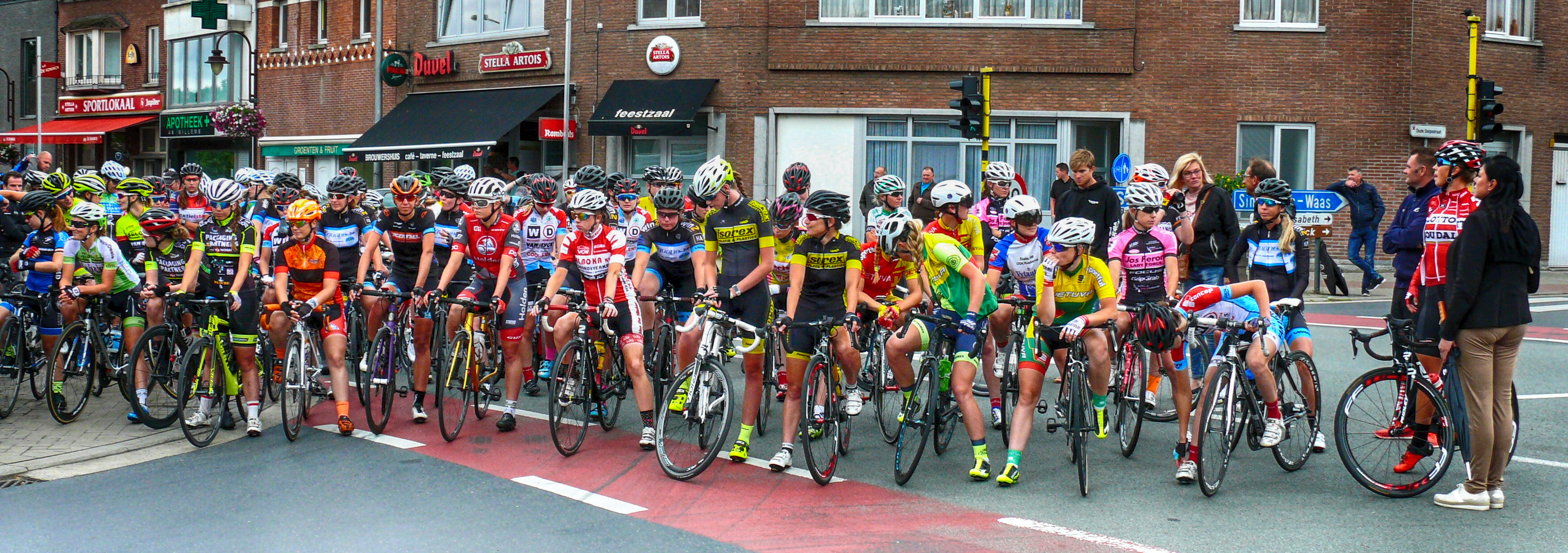

Vrasene heeft een voetbalclub die is aangesloten bij de KBVB, namelijk KFC Vrasene.
Daarnaast heeft Vrasene ook een badmintonclub GSF Vrasene. Deze club is aangesloten bij Gezinssport Vlaanderen en Badminton Vlaanderen. De "Vrasense Wielervrienden" organiseren jaarlijks een wielerevenement tijdens de jaarmarkt week.(WBV)

## Geboren in Vrasene
- Isidoor De Loor, De zalige Broeder Isidoor ( 1881 - 1916 )
- Kamiel D'Hooghe, organist
- Ruben Apers, profwielrenner (geboren 25 augustus 1998)
- Greta Seghers, auteur[1]

## Nabijgelegen kernen
Sint-Gillis-Waas, Nieuwkerken-Waas, Verrebroek, Beveren
Deelgemeenten: Bazel · Beveren · Burcht · Doel · Haasdonk · Kallo · Kieldrecht · Kruibeke · Melsele · Rupelmonde · Verrebroek · Vrasene · Zwijndrecht

Overige dorpen en gehuchten: Beestenhoek · Bloempot · De Bank · Doorn · Es · Gaverland ·  Geslecht · Groot Laar · Halve Maan · Hoogeinde · Hoogstraat · Kalishoek (Doel) · Kalishoek (Melsele) · Kemphoek · Klein Laar · Melseledijk· Mosselbank (Haasdonk) · Mosselbank (Vrasene) · Nieuwe Parochie · Ouden Doel · Oudendijk · Ponjaard · Prosperpolder · Puiput · Rapenberg · Rapenburg · Saftingen · Sint-Antoniushoek · Smoutpot · Stenen Kruis · Tijskenshoek · Vendoorn · Verrebroekse Blikken · Vijfstraten · Vliegenstal · Voshoek · Westakkers · Wilden Haan · Zillebeek · Zwaantje

Belgische gemeenten · Arrondissement Sint-Niklaas · Oost-Vlaanderen · Vlaanderen